# George Brummell
George Bryan Brummel, zvaný Beau Brummell (beau: francouzsky „krásný“) (7. června 1778 Londýn — 30. března 1840 Caen) byl slavný anglický dandy.
Platil za arbitra módy a elegance, zejména pánské. Byl přítelem prince a budoucího krále Jiřího IV., se kterým však zároveň soupeřil; posléze se s ním rozkmotřil, pro svůj nákladný život se zadlužil a před věřiteli prchl do Normandie (1816), kde nakonec zemřel v bídě. Ve své době se však těšil velké slávě a vlivu; jeho moc ve světě módy a stylu byla přirovnávána k vojenské moci Napoleonově.
O Brummella se zajímali také umělci: George Gordon Byron jím byl fascinován a francouzský katolický autor Jules Barbey d'Aurevilly mu věnoval esej.
Od roku 2002 stojí v Londýně Brumellova socha, jejíž autorkou je Irena Sedlecká.